# بيتر براون (ممثل)
بيتر براون (بالإنجليزية: Peter Brown)‏ مواليد 5 أكتوبر 1935 في نيويورك، نيويورك، الولايات المتحدة - الوفاة 21 مارس 2016 في فينيكس، الولايات المتحدة، هو ممثل أمريكي بدأ مسيرته الفنية سنة 1957. امتدت مسيرته الفنية لأكثر من 48 عاما. درس في جامعة كاليفورنيا ولوس أنجلوس.

## الأعمال
- سايونارا
- مسنجر
- 77 سانست ستريب
- أبنائي الثلاثة
- ميشين إمبوسيبول
- أيام حياتنا
- ساحر
- كوينسي إم إي
- مسلسل ملائكة تشارلي
- ذا دوكس اوف هازرد

## روابط خارجية
- بيتر براون على موقع IMDb (الإنجليزية)
- بيتر براون على موقع ألو سيني (الفرنسية)
- بيتر براون على موقع ميوزك برينز (الإنجليزية)
- بيتر براون على موقع أول موفي (الإنجليزية)
- بيتر براون على موقع قاعدة بيانات الأفلام السويدية (السويدية)
- بيتر براون على موقع إن إن دي بي (الإنجليزية)
- بيتر براون على موقع قاعدة بيانات الفيلم (الإنجليزية)
- بيتر براون على موقع كينوبويسك (الروسية)